# Dental Spiegel
Der Dental Spiegel (Logoschreibweise seit März 2001 dental:spiegel) ist eine in Deutschland und Österreich erscheinende zahnmedizinische Fachzeitschrift für Zahnarztpraxen, Dentalindustrie und -handel, herausgegeben und verlegt von der Gebr. Franz Druck- & Medien GmbH in Salzburg.

## Entwicklung
Die Zeitschrift war 1981 die erste Publikation der 1980 gegründeten als Franz Werbe- und Verlagsgesellschaft mbH.
Zu Beginn erschien die nach dem Dentalspiegel benannte Zeitschrift mit ursprünglichem Schwerpunkt Produktinformationen und Firmenportraits zweimal pro Jahr. Konkurrierende Fachzeitschriften in diesem Bereich beschränkten sich zu dieser Zeit auf die Veröffentlichungen von Anzeigen.
Der dental:spiegel hingegen sollte ein Forum für den Austausch zwischen Zahnmedizinern, Kunden und Branchenunternehmen bieten. Bald wurde das vom Verlag verwendete Kennziffernsystem allgemein als Standard übernommen, während die Zeitschrift deutschlandweit in Fachkreisen Bekanntheit erfuhr, dann auch auf europäischer Ebene. In Österreich, in Südtirol, im Elsass und in den Beneluxstaaten erschien die sogenannte und spezifizierte „Ausgabe West“ und in Ungarn, der Tschechoslowakei und in Polen die „Ausgabe Ost“. Nach der Wiedervereinigung Deutschlands erschien eine klientelorientierte Ausgabe für Zahnärzte in den sogenannten „neuen Bundesländern“.
Immer wieder erschienen klientelspezifische Ausgaben für Zahntechniker. 1992 wurden die Ausgaben Ost und West zusammengelegt. Im Verlagssitz im Isar-Stadtpalais im Stadtteil Ludwigsvorstadt wurde 1995 die erste Fortbildungsveranstaltung des Verlags für Zahnärzte und Mitarbeiter der Reihe „Dental Spiegel–Forum“ veranstaltet. Seit 1998 konzentriert sich die Zeitschrift auf die drei Schwerpunkte „Wirtschaft & Recht“, „Anwenderberichte“ und „Public Relations“.

## Reichweite
Eine Studie der Arbeitsgemeinschaft LA-MED im Zeitraum Februar bis Juli 2011 ergab bei einer Stichprobenbetrachtung von 532 von insgesamt 54.930 niedergelassenen Zahnärztinnen und Zahnärzten folgende Reichweiten der Zeitschrift:
- LpA-Reichweite: 15.090 Exemplare (entspricht 27,5 %)[5]
- K1[6] -Reichweite: 17.990 Exemplare (entspricht 32,8 %)[7]